# Ignaz Clar
Ignaz Clar (* 23. September 1829 in Herrnskretschen; † 17. Januar 1905 ebenda) war ein österreichisch-böhmischer Unternehmer und Landespolitiker. Er war von 1889 bis 1892 Abgeordneter des Böhmischen Landtags.

## Leben und Wirken

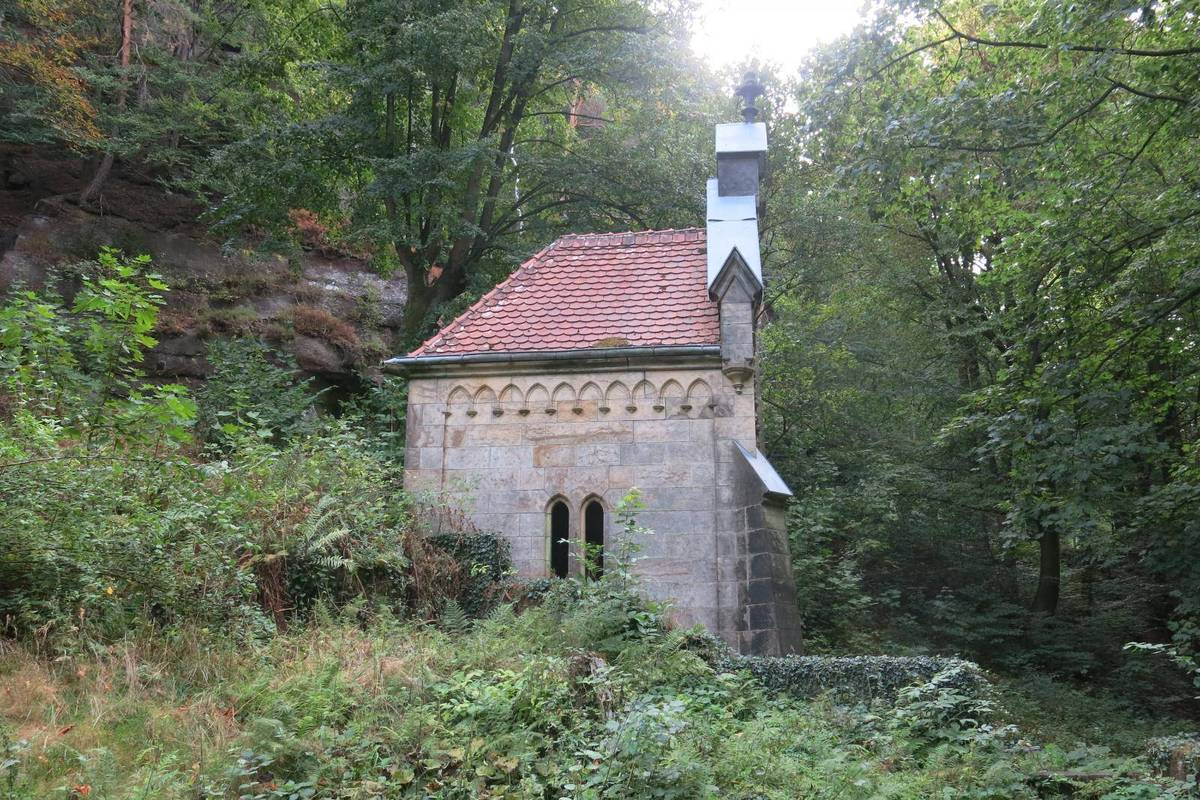
Clar-Kapelle auf dem Friedhof in Herrnskretschen

Clar schlug nach dem Schulbesuch eine kaufmännische Ausbildung ein und wurde Unternehmer. Er leitete ein Holzgeschäft in seinem Heimatort Herrnskretschen und profitierte insbesondere vom Handel mit Holz aus der Böhmischen Schweiz über die Grenze in das Königreich Sachsen und nach Dresden. Seine Firma trug die Bezeichnung Ignaz Clar & Söhne. 
Ende der 1880er Jahre engagierte er sich in der Provinzpolitik. Bei den Wahlen 1889 wurde er als Vertreter der Landgemeinden (Okres Děčín, Benešov, Česká Kamenice) in den böhmischen Landtag gewählt. Er wird als deutscher Liberaler (die sogenannte Verfassungspartei, später die Deutsche Fortschrittspartei) aufgeführt. Der Rücktritt vom Mandat wurde auf einer Sitzung des Landtags im März 1892 angekündigt. Bereits 1893 wird berichtet, dass Stefan Richter in seinem Bezirk in den Landtag eingezogen war. 
Außerdem war Clar Mitglied des Bezirksausschusses des Handels- und Gewerbekammer Tetschen.
Er starb nach langer Krankheit im Januar 1905 in Herrnskretschen, wo auch seine Beerdigung stattfand.
Sein ältester Sohn Otto Clar (* 1855) wurde Diplom-Ingenieur und war von 1899 bis 1912 Direktor der chemischen Werke „Rhenania“ in Stolberg bei Aachen. Der zweitälteste Sohn Carl Clar (* 1858) führte die väterliche Holzhandlung in Herrnskretschen weiter, eröffnete in Niedergrund eine Fabrik für Radiolautsprecher und starb 1937. Dessen Sohn Erich Clar (1902–1987) wurde Chemiker.

## Ehrungen
Herrnskretschen verlieh ihm die Ehrenbürgerschaft. 